# Nuclear Throne
Nuclear Throne (anciennement Wasteland Kings) est un jeu vidéo de type rogue-like développé et édité par Vlambeer, sorti en 2015 sur Windows, Mac, Linux, PlayStation 4 et PlayStation Vita.

## Système de jeu
Dans Nuclear Throne, vous incarnez un mutant parmi un grand choix, chacun ayant ses propres capacités et compétences spéciales. Votre but est d'atteindre le Nuclear Throne (le trône nucléaire) afin de remporter le jeu. Pour y réussir vous devez gagner plusieurs niveaux et mondes différents tour à tour en veillant à ne pas mourir, sous peine de recommencer dès le début.

## Développement
Le jeu a été prototypé sous le titre Wasteland Kings lors de la Mojam de mars 2013, game jam issue d'un partenariat entre Mojang et Humble Bundle.